# 로렌초 인시녜
로렌초 인시녜(이탈리아어: Lorenzo Insigne, 1991년 6월 4일 ~ )는 이탈리아의 축구 선수이다. 포지션은 윙어이며, 현재 토론토 FC 소속이다.
2022년 7월 SSC 나폴리와 계약 만료 후 토론토 FC로 이적했다.

## 클럽 경력

### 시작, 첫 데뷔전
2006년에 그는 15세의 나이로 나폴리 유스에 입단하였다. 2008년에 그는 유스 팀에서 첫 데뷔전을 가졌고, 유스 토너먼트에서는 15골을 기록하였다.
나폴리 1군에서는 로베르토 도나도니 감독 하에서 첫 데뷔전을 치렀다. 2009년의 여름의 친선경기였다. 그러나 그의 공식적인 첫 데뷔는 2010년 1월 24일, 왈테르 마짜리 감독 하에서의 리보르노 대 나폴리의 경기였다.(0-2 나폴리 승리) 그는 경기 종반에 헤르만 데니스의 교체선수로 첫 세리에 A 그라운드를 밟았다. 겨울 이적시장이 끝나기 전 그는 카베세로 임대를 떠났고 그곳에서 남은 시즌 10경기를 더 출전하였다.

### 포자, 페스카라 임대 시절
다음 시즌에는 포자로 임대를 떠났다. 그는 2010년 8월 14일 아퀼리아를 상대로 첫 골을 신고하였다. 동월 29일에는 루체세에게 3-2로 승리한 경기에서 선제골을 집어넣었다. 그는 즈데네크 제만 감독의 지도 하에서 33경기 출장, 19골을 기록하였다.
2011년에는 페스카라로 임대를 떠났다. 페스카라 데뷔골은 2011년 8월 26일 베로나를 상대로 터뜨렸다. 9월 4일에는 모데나를 상대로 첫 원정골을 터뜨렸다. 그는 37경기에 출전하여 18골을 터뜨렸으며 이는 팀 동료였던 치로 임모빌레에 이은 두 번째 기록이다. 또한 그는 14 어시스트도 기록하며 페스카라가 세리에 A로 승격하는데 1등 공신이 되었다.

### 나폴리로의 복귀
임대시즌의 종료와 함께, 그는 나폴리로 돌아왔다. 그는 2017년까지 계약을 맺었고 24번 등번호를 부여받았다.
그의 나폴리에서의 두 번째 경기는 (첫 번째 경기는 2010년 1월에 이미 데뷔전 치름) 팔레르모를 3-0으로 꺾었던 경기였고 이 경기에서 그는 선발로 출전하였다. 2012년 9월 16일에는 파르마를 상대로 본인의 세리에 A 첫 골을 신고하였다. 4일 뒤 그는 유로파 리그에서 AIK솔나를 상대로 골을 넣으며 팀의 4-0 대승에 기여하였다.
2013년 1월 13일 다시 팔레르모를 만난 경기에서 그는 4번째 골을 넣어 팀의 3-0 승리에 기여하였다. 그리고 이 경기에서 그는 마지막 6분을 자신의 동생인 로베르토 인시녜와 같이 뛰었다. 나폴리에서 형제가 같이 필드 위에 있었던 것은 75년 만에 처음 있는 일이었다. 그것은 1937년 5월 16일, 안토니오 페라라 - 니콜라 페라라가 같이 뛴 것이 마지막이었다. 2013년 1월 27일 그는 2011-12 세리에 B 베스트 플레이어 상을 수상하였는데, 이는 치로 임모빌레와 마르코 베라티와의 공동 수상이었다. 그는 시즌을 37경기 5골 7도움으로 마쳤다. 대부분이 교체출장이었던 것을 감안하면 그래도 괜찮은 성적이었다. 그리고 나폴리는 그 시즌에 리그 준우승을 달성하였다.
그리고 2013년 8월 26일, 그는 0.7m유로의 연봉에 구단과 2018년까지 재계약을 맺었다.

## 국가대표팀 경력
20세 이하 이탈리아 대표팀에서 그는 5경기를 출장하였다. 데뷔전은 2010년 11월 17일, 독일전이었다.
21세 이하 이탈리아 대표팀에서의 데뷔전은 2011년 10월 6일 리히텐슈타인 공국과의 경기였다. 그리고 이것은 유럽 U-21 예선전이었다. 7-2로 이긴 이 경기에서 그는 2어시스트를 기록하였다.
그는 2013년에는 유로 U-21 대회 (개최국 이스라엘)에 참가하였다. 2013년 6월 5일, 잉글랜드를 상대로 1-0으로 이기는 결승득점을 프리킥으로 달성하였다. 6월 9일 이스라엘과의 경기에서는 리카르도 사포나라의 골을 돕기도 하였다. 이 경기에서 그는 전반전에 부상을 당하였지만 빠른 시간내에 회복하여 네덜란드와의 준결승에서 파비오 보리니의 결승골을 어시스트하며 팀을 결승에 올려놓았다. 하지만 6월 18일 스페인과의 결승전에서 2-4로 패하고 말았다. 그러나 인시녜는 이 경기에서도 파비오 보리니의 골을 도와 득점에 기여하였다.
2012년 9월 2일 그는 21세의 나이로 체자레 프란델리 감독의 부름을 받아 불가리아와 몰타전에 소집되었다. 2014 월드컵 예선기간이었는데, 그는 9월 11일 모데나에서 벌어진 몰타와의 경기에서 성인 국가대표 첫 데뷔전을 치렀다. 알레산드로 디아만티의 교체멤버로 경기에 나섰다.
2013년 8월 14일에는 그의 두 번째 국가대표 경기를 치렀다. 아르헨티나에게 1-2로 패한 이 친선경기에서 그는 국가대표로서의 첫 골을 넣었다.

## 선수 특징
윙어가 주 포지션이지만 스트라이커도 가능하다. 포자와 페스카라에서 그를 지도했던 즈데네크 제만은 삼각편대의 왼쪽으로 종종 그를 기용하였다.

## 가족
그에게는 로베르토 인시녜, 마르코 인시녜, 안토니오 인시녜, 총 세 명의 형제가 있다. 세 명 모두 축구선수이다. 그의 남동생 로베르토 인시녜도 나폴리 소속이다.

## 출전 통계
| 클럽    | 시즌    | 출전 | 득점 | 도움 |
| ------- | ------- | ---- | ---- | ---- |
| Cavese  | 2009-10 | 10   | 0    |      |
| Foggia  | 2010-11 | 40   | 26   |      |
| Pescara | 2011-12 | 38   | 20   | 12   |
| Napoli  | 2009-10 | 1    | 0    | 0    |
| Napoli  | 2012-13 | 43   | 5    | 8    |
| Napoli  | 2013-14 | 51   | 9    | 7    |
| Napoli  | 2014-15 | 28   | 2    | 6    |
| Napoli  | 2015-16 | 42   | 13   | 11   |
| Napoli  | 2016-17 | 49   | 20   | 12   |
| Napoli  | 2017-18 | 48   | 14   | 13   |
| Napoli  | 2018-19 | 41   | 14   | 7    |
| Napoli  | 2019-20 | 46   | 13   | 8    |
| Napoli  | 2020-21 | 48   | 19   | 11   |
| Napoli  | 2021-22 | 37   | 13   | 10   |
| Toronto | 2022    | 12   | 6    | 2    |
| Toronto | 2023    | 21   | 5    | 5    |
| Toronto | 2024    | 30   | 7    | 7    |

## 수상

### 클럽
페스카라
- 세리에 B: 2011–12

나폴리
- 코파 이탈리아: 2013–14, 2019–20
- 수페르코파 이탈리아나: 2014

### 국가대표팀
이탈리아 U21
- UEFA U-21 축구 선수권 대회 준우승: 2013[2]

이탈리아
- UEFA 유럽 축구 선수권 대회: 2020[3]

### 개인 수상
- 세리에 B 올해의 선수상: 2012[4]
- 코파 이탈리아 득점왕: 2013–14[5]
- 세리에 A 이달의 선수: 2021년 3월[6]